# 2006年度電視節目欣賞指數調查
2006年度電視節目欣賞指數調查，頒獎禮於2007年3月9日頒發。

## 結果

### 最佳電視節目
- 第一位：　向世界出發（無綫電視）
- 第二位：　最緊要正字（無綫電視）
- 第三位：　新聞透視（無綫電視）
- 第四位：　賭海迷徒（香港電台）
- 第五位：　鐵窗邊緣（香港電台）
- 第六位：　最緊要健康（無綫電視）
- 第七位：　2006香港時局大事回顧（香港電台）
- 第八位：　香港故事（第一輯）（香港電台）
- 第九位：　鏗鏘集（香港電台）
- 第十位：　有線新聞（有線電視）
- 第十一位：回首2005 – 全球風雲（亞洲電視）
- 第十二位：星期二檔案／星期日檔案（無綫電視）
- 第十三位：警訊（香港電台）
- 第十四位：禁毒檔案（香港電台）
- 第十五位：父母學堂（香港電台）
- 第十六位：天下父母心（香港電台）
- 第十七位：華人青年演藝家系列（香港電台）
- 第十八位：獅子山下（香港電台）
- 第十九位：新聞／財經／天氣報告（無綫電視）
- 第二十位：2006 大事回顧系列（無綫電視）

### 評審團大獎
- 得獎節目：向世界出發——生與死（無線電視）
- 優異獎：父母學堂——停不了的為食豬（香港電台）
- 優異獎：有線娛樂新聞報道（有線電視）
- 優異獎：詩遊記——白居易（亞洲電視）

### 全年最高平均欣賞指數大獎
- 香港電台

## 外部連結
- 2006年度電視欣賞指數調查官方網頁（页面存档备份，存于）